# Бонфилд (Илиноис)
Бонфилд (енгл. Bonfield) град је у америчкој савезној држави Илиноис.

## Демографија
По попису из 2010. године број становника је 382, што је 18 (4,9%) становника више него 2000. године.
| Група             | 2000.       | 2010.       |
| Белци             | 353 (97,0%) | 370 (96,9%) |
| Афроамериканци    | 0 (0,0%)    | 0 (0,0%)    |
| Азијати           | 0 (0,0%)    | 1 (0,3%)    |
| Хиспаноамериканци | 5 (1,4%)    | 7 (1,8%)    |
| Укупно            | 364         | 382         |